# L. Tom Perry
Lowell Tom Perry (Logan, Utah, 5 de agosto de 1922 - Salt Lake City, Utah, 30 de mayo de 2015) fue un líder religioso, miembro del Quórum de los Doce Apóstoles de la Iglesia de Jesucristo de los Santos de los Últimos Días. Fue llamado a ese puesto en la Iglesia el 6 de abril de 1974, tras servir como asistente de los Doce desde 1972. A la fecha de su muerte era el segundo en la sucesión de liderazgo en esta Iglesia, después del elder Boyd K Packer.

## Historia
Nació el 5 de agosto de 1922 en Logan, Utah, y sus padres fueron Leslie Thomas Perry y Nora Sonne Perry.
El servicio del élder Perry a la Iglesia comenzó con una misión a los Estados del Norte de los Estados Unidos en 1942, tras lo cual sirvió por dos años con la Infantería de Marina en el Pacífico. Otros puestos que posteriormente tuvo en la Iglesia fueron: consejero de un obispado en Lewiston, Idaho; consejero de la presidencia de Estaca en Sacramento, California; miembro del sumo consejo en la Estaca Nueva York y presidente de la Estaca Boston.
Recibió su Licenciatura en Finanzas en la Universidad Estatal de Utah en 1949, y allí mismo cursó los estudios de postgrado. Pasó su carrera profesional en empresas de ventas, en las que sirvió como vicepresidente y tesorero de compañías ubicadas en Idaho, California, Nueva York y Massachusetts.
El 18 de julio de 1947 se casó con Virginia Lee, de Hyde Park, Utah, en el Templo de Logan. Ella murió el 14 de diciembre de 1974. Tienen dos hijas y un hijo.
Se casó con Barbara Taylor Dayton el 28 de abril de 1976 en el Templo de Salt Lake.

## Fallecimiento
El líder mormón murió el 30 de mayo de 2015 de cáncer luego de ser diagnosticado a finales de abril de 2015. El 29 de mayo de 2015, dignatarios de la Iglesia anunciaron que el cáncer se había propagado agresivamente y que había alcanzado los pulmones de Perry. Tenía 92 años.

## Publicaciones

### Libros
- Perry, L. Tom (2011), Family ties: a message for fathers, Deseret Book, ISBN 978-1-60908-768-5
- —— (1996), Living with enthusiasm, Deseret Book, ISBN 978-1-57345-136-9